# リュウグウノツカイ (映画)
『リュウグウノツカイ』は、2013年製作の日本映画。2014年8月よりK's cinemaほか大阪、京都、東京で公開。脚本・監督・編集はウエダアツシ。ゆうばり国際ファンタスティック映画祭2014のオフシアター・コンペティション部門にて北海道知事賞を受賞。

## あらすじ
開発工事の影響で漁業不振に陥っている田舎の小さな漁師町では、工事に対する抗議活動が漁師たちによって盛んに行われている。
ある朝、日課である浜の水質調査を行う女子高校生グループたちの前に巨大な深海魚「リュウグウノツカイ」が現れる。この魚には「豊漁の兆候」「災いの予兆」という両極端な言い伝えがあった。翌日、3年前に上京した同級生・千里が町に戻ってくる。千里は妊娠していることを真姫に明かす。真姫はグループのメンバーに千里の妊娠と、自らも妊娠していることを明かし、「国創ろうよ。私達の国。」と、集団で出産することを提案する。彼女たちはこの計画に賛同し、全員で出産すべく奮闘する。

## キャスト
- 真姫 - 寉岡萌希
- 幸枝 - 武田梨奈
- 孝子 - 佐藤玲
- 千里 - 樋井明日香
- 早智子 - 石崎なつみ
- 京子 - 菅原瑞貴
- 真帆 - 相葉香凛
- 久美 - 高木古都
- けい - 小野木里奈
- 若菜 - 森田望智
- 真姫の父 - 関根大学
- 幸枝の父 - 芹沢礼多
- 地元新聞社のライター - 三浦俊輔
- 健二 - 佐藤勇真
- 吉田先輩 - 汐谷恭一
- 竜男 - 森永悠希
- 女性ディレクター - 菜葉菜
- 鈴木先生 - 古舘寛治

## スタッフ
- 脚本・監督・編集：ウエダアツシ
- プロデューサー：梅本竜矢、豊里泰宏
- 撮影：松井宏樹
- 録音：弥栄裕樹
- 照明：深谷昌平
- 特殊造形：織田尚
- ヘアメイク：升水彩香
- 音楽：佐藤和生（チムニィ）
- 宣伝プロデューサー：浦田佳代子
- 公式サイト制作：服部孝志
- 製作：slash、nomadoh
- 企画・制作・配給：slash

2013年／日本／60分／HD／16:9サイズ／デジタル5.1ch